# Larissa Weber
Larissa Weber (* 1978 in Leninpol) ist seit dem 1. November 2020 Bürgermeisterin der Stadt Waldbröl in Nordrhein-Westfalen. Bei den Kommunalwahlen in Nordrhein-Westfalen 2020 wurde sie als parteilose Kandidatin mit 64,96 % der Stimmen gewählt und trat die Nachfolge von Peter Koester an.
Weber lebt seit ihrem 10. Lebensjahr in Waldbröl. Sie besuchte das Hollenberg-Gymnasium, absolvierte danach eine Ausbildung im mittleren Dienst und studierte anschließend an der Fachhochschule für öffentliche Verwaltung NRW in Köln, wo sie als Diplom-Verwaltungswirtin abschloss. Vor ihrer Wahl zur Bürgermeisterin sammelte Weber 24 Jahre lang Erfahrung in der Verwaltung der Gemeinde Reichshof. Dort begann sie in der Personalabteilung, arbeitete einige Jahre im Bauamt, bevor sie die Leitung des Ordnungsamtes übernahm, das auch das Standesamt, Gewerbeamt, Bürgerbüro und die Feuerwehr umfasste. 
Larissa Weber ist verheiratet und Mutter von zwei Kindern.